# Čestmír Adam
Čestmír Adam (ur. 10 marca 1924, zm. 6 czerwca 1999) – czechosłowacki prawnik i działacz polityczny, w latach 1976–1986 wiceprzewodniczący Czeskiej Rady Narodowej. 

## Życiorys
Z wykształcenia był prawnikiem. W latach 1969–1990 sprawował mandat posła do Czeskiej Rady Narodowej, będąc jej wiceprzewodniczącym z ramienia Czechosłowackiej Partii Socjalistycznej (1976–1986). 